# Unione Sportiva Avellino 1974-1975
Questa voce raccoglie le informazioni riguardanti l'Unione Sportiva Avellino nelle competizioni ufficiali della stagione 1974-1975.

## Rosa
| N. |                   | Ruolo | Calciatore           |
| -- | ----------------- | ----- | -------------------- |
|    | Italia (bandiera) | P     | Domenico Delli Pizzi |
|    | Italia (bandiera) | P     | Renato Marson        |
|    | Italia (bandiera) | P     | Renato Piccoli       |
|    | Italia (bandiera) | D     | Mario Calosi         |
|    | Italia (bandiera) | D     | Antonio Ceccarini    |
|    | Italia (bandiera) | D     | Mario Facco          |
|    | Italia (bandiera) | D     | Amedeo Fei           |
|    | Italia (bandiera) | D     | Antonio Logozzo      |
|    | Italia (bandiera) | D     | Gian Filippo Reali   |
|    | Italia (bandiera) | D     | Carlo Ripari         |
|    | Italia (bandiera) | D     | Marco Riva           |
|    | Italia (bandiera) | C     | Luigi Cappelletti    |
|    | Italia (bandiera) | C     | Giuliano Cocconi     |
|    | Italia (bandiera) | C     | Mauro Eleuteri       |
|    | Italia (bandiera) | C     | Diego Giannattasio   |

| N. |                      | Ruolo | Calciatore                   |
| -- | -------------------- | ----- | ---------------------------- |
|    | Italia (bandiera)    | C     | Giovanni Improta             |
|    | Italia (bandiera)    | C     | Costantino Recchioni         |
|    | Italia (bandiera)    | C     | Flavio Ronchi (vicecapitano) |
|    | Italia (bandiera)    | C     | Orlando Salpini              |
|    | Italia (bandiera)    | C     | Andrea Truant                |
|    | Italia (bandiera)    | C     | Luciano Vescovi              |
|    | Italia (bandiera)    | A     | Gesualdo Albanese            |
|    | Italia (bandiera)    | A     | Ermanno Beccati              |
|    | Italia (bandiera)    | A     | Costantino Fava (capitano)   |
|    | Italia (bandiera)    | A     | Giovanni Carlo Ferrari       |
|    | Italia (bandiera)    | A     | Luigi Frigo                  |
|    | Argentina (bandiera) | A     | Juan Carlos Morrone          |
|    | Italia (bandiera)    | A     | Sauro Petrini                |
|    | Italia (bandiera)    | A     | Giancarlo Schillirò          |

## Risultati

### Serie B

#### Girone di andata
| 29 settembre 1974 1ª giornata | Avellino | 0 – 0 referto | Taranto |  |

| 6 ottobre 1974 2ª giornata | Brescia | 0 – 0 referto | Avellino |  |

| 13 ottobre 1974 3ª giornata | Avellino | 1 – 2 referto | Verona |  |

| 20 ottobre 1974 4ª giornata | Foggia | 1 – 1 referto | Avellino |  |

| 27 ottobre 1974 5ª giornata | Avellino | 1 – 2 referto | SPAL |  |

| 3 novembre 1974 6ª giornata | Avellino | 2 – 0 referto | Atalanta |  |

| 10 novembre 1974 7ª giornata | Sambenedettese | 0 – 0 referto | Avellino |  |

| 17 novembre 1974 8ª giornata | Catanzaro | 1 – 0 referto | Avellino |  |

| 24 novembre 1974 9ª giornata | Avellino | 4 – 1 referto | Arezzo |  |

| 1º dicembre 1974 10ª giornata | Perugia | 3 – 1 referto | Avellino |  |

| 8 dicembre 1974 11ª giornata | Avellino | 4 – 1 referto | Brindisi |  |

| 15 dicembre 1974 12ª giornata | Reggiana | 0 – 0 referto | Avellino |  |

| 22 dicembre 1974 13ª giornata | Avellino | 1 – 0 referto | Como |  |

| 5 gennaio 1975 14ª giornata | Avellino | 2 – 0 referto | Alessandria |  |

| 12 gennaio 1975 15ª giornata | Palermo | 2 – 0 referto | Avellino |  |

| 19 gennaio 1975 16ª giornata | Avellino | 1 – 1 referto | Pescara |  |

| 26 gennaio 1975 17ª giornata | Novara | 1 – 0 referto | Avellino |  |

| 2 febbraio 1975 18ª giornata | Avellino | 3 – 1 referto | Parma |  |

| 9 febbraio 1975 19ª giornata | Genoa | 1 – 1 referto | Avellino |  |

#### Girone di ritorno
| 16 febbraio 1975 20ª giornata | Taranto | 0 – 0 referto | Avellino |  |

| 23 febbraio 1975 21ª giornata | Avellino | 2 – 0 referto | Brescia |  |

| 2 marzo 1975 22ª giornata | Verona | 0 – 2 referto | Avellino |  |

| 9 marzo 1975 23ª giornata | Avellino | 2 – 0 referto | Foggia |  |

| 16 marzo 1975 24ª giornata | SPAL | 1 – 0 referto | Avellino |  |

| 23 marzo 1975 25ª giornata | Atalanta | 2 – 1 referto | Avellino |  |

| 30 marzo 1975 26ª giornata | Avellino | 1 – 0 referto | Sambenedettese |  |

| 6 aprile 1975 27ª giornata | Avellino | 0 – 0 referto | Catanzaro |  |

| 13 aprile 1975 28ª giornata | Arezzo | 1 – 0 referto | Avellino |  |

| 20 aprile 1975 29ª giornata | Avellino | 0 – 1 referto | Perugia |  |

| 27 aprile 1975 30ª giornata | Brindisi | 1 – 0 referto | Avellino |  |

| 4 maggio 1975 31ª giornata | Avellino | 0 – 1 referto | Reggiana |  |

| 11 maggio 1975 32ª giornata | Como | 1 – 1 referto | Avellino |  |

| 18 maggio 1975 33ª giornata | Alessandria | 1 – 0 referto | Avellino |  |

| 25 maggio 1975 34ª giornata | Avellino | 0 – 1 referto | Palermo |  |

| 1º giugno 1975 35ª giornata | Pescara | 1 – 1 referto | Avellino |  |

| 8 giugno 1975 36ª giornata | Avellino | 0 – 1 referto | Novara |  |

| 15 giugno 1975 37ª giornata | Parma | 0 – 0 referto | Avellino |  |

| 22 giugno 1975 38ª giornata | Avellino | 1 – 0 referto | Genoa |  |

## Statistiche

### Statistiche di squadra
| Competizione | Punti | In casa | In casa | In casa | In casa | In casa | In casa | In trasferta | In trasferta | In trasferta | In trasferta | In trasferta | In trasferta | Totale | Totale | Totale | Totale | Totale | Totale | DR |
| Competizione | Punti | G       | V       | N       | P       | Gf      | Gs      | G            | V            | N            | P            | Gf           | Gs           | G      | V      | N      | P      | Gf     | Gs     | DR |
| ------------ | ----- | ------- | ------- | ------- | ------- | ------- | ------- | ------------ | ------------ | ------------ | ------------ | ------------ | ------------ | ------ | ------ | ------ | ------ | ------ | ------ | -- |
| Serie B      | 34    | 19      | 10      | 3       | 6       | 25      | 12      | 19           | 1            | 9            | 9            | 8            | 17           | 38     | 11     | 12     | 15     | 33     | 29     | +4 |
| Coppa Italia | 2     | 2       | 1       | 0       | 1       | 2       | 2       | 2            | 0            | 0            | 2            | 1            | 3            | 4      | 1      | 0      | 3      | 3      | 5      | -2 |
| Totale       |       | 21      | 11      | 3       | 7       | 27      | 14      | 21           | 1            | 9            | 11           | 9            | 20           | 42     | 12     | 12     | 18     | 36     | 34     | +2 |

### Statistiche dei giocatori
| Giocatore       | Serie B  | Serie B | Serie B     | Serie B    | Coppa Italia | Coppa Italia | Coppa Italia | Coppa Italia | Totale   | Totale | Totale      | Totale     |
| Giocatore       | Presenze | Reti    | Ammonizioni | Espulsioni | Presenze     | Reti         | Ammonizioni  | Espulsioni   | Presenze | Reti   | Ammonizioni | Espulsioni |
| --------------- | -------- | ------- | ----------- | ---------- | ------------ | ------------ | ------------ | ------------ | -------- | ------ | ----------- | ---------- |
| G. Albanese     | 20       | 6       | ?           | ?          | ?            | ?            | ?            | ?            | 20+      | 6+     | ?           | ?          |
| M. Calosi       | 4        | 0       | ?           | ?          | ?            | ?            | ?            | ?            | 4+       | 0+     | ?           | ?          |
| A. Cappelletti  | 22       | 0       | ?           | ?          | ?            | ?            | ?            | ?            | 22+      | 0+     | ?           | ?          |
| A. Ceccarini    | 32       | 1       | ?           | ?          | ?            | ?            | ?            | ?            | 32+      | 1+     | ?           | ?          |
| M. Facco        | 31       | 1       | ?           | ?          | ?            | ?            | ?            | ?            | 31+      | 1+     | ?           | ?          |
| C. Fava         | 21       | 3       | ?           | ?          | ?            | ?            | ?            | ?            | 21+      | 3+     | ?           | ?          |
| A. Fei          | 6        | 0       | ?           | ?          | ?            | ?            | ?            | ?            | 6+       | 0+     | ?           | ?          |
| G. Ferrari      | 35       | 8       | ?           | ?          | ?            | ?            | ?            | ?            | 35+      | 8+     | ?           | ?          |
| D. Giannattasio | 4        | 0       | ?           | ?          | ?            | ?            | ?            | ?            | 4+       | 0+     | ?           | ?          |
| G. Improta      | 32       | 3       | ?           | ?          | ?            | ?            | ?            | ?            | 32+      | 3+     | ?           | ?          |
| A. Logozzo      | 35       | 0       | ?           | ?          | ?            | ?            | ?            | ?            | 35+      | 0+     | ?           | ?          |
| R. Marson       | 3        | -3      | ?           | ?          | ?            | ?            | ?            | ?            | 3+       | -3+    | ?           | ?          |
| S. Petrini      | 28       | 4       | ?           | ?          | ?            | ?            | ?            | ?            | 28+      | 4+     | ?           | ?          |
| R. Piccoli      | 36       | -26     | ?           | ?          | ?            | ?            | ?            | ?            | 36+      | -26+   | ?           | ?          |
| G.F. Reali      | 37       | 0       | ?           | ?          | ?            | ?            | ?            | ?            | 37+      | 0+     | ?           | ?          |
| C. Ripari       | 22       | 0       | ?           | ?          | ?            | ?            | ?            | ?            | 22+      | 0+     | ?           | ?          |
| M. Riva         | 5        | 0       | ?           | ?          | ?            | ?            | ?            | ?            | 5+       | 0+     | ?           | ?          |
| F. Ronchi       | 22       | 2       | ?           | ?          | ?            | ?            | ?            | ?            | 22+      | 2+     | ?           | ?          |
| O. Salpini      | 24       | 2       | ?           | ?          | ?            | ?            | ?            | ?            | 24+      | 2+     | ?           | ?          |
| G. Schilirò     | 20       | 2       | ?           | ?          | ?            | ?            | ?            | ?            | 20+      | 2+     | ?           | ?          |
| A. Truant       | 7        | 0       | ?           | ?          | ?            | ?            | ?            | ?            | 7+       | 0+     | ?           | ?          |
| Vescovi         | 4        | 0       | ?           | ?          | ?            | ?            | ?            | ?            | 4+       | 0+     | ?           | ?          |